# Philip J. Fry
Philip J. Fry (lepiej znany jako Fry) – postać fikcyjna, jeden z głównych bohaterów animowanego serialu Futurama.

## Życiorys
W momencie rozpoczęcia serialu Fry jest niczym się nie wyróżniającym, 25-letnim dostawcą pizzy z Nowego Jorku, który zostaje przypadkowo zahibernowany w pierwszych sekundach roku 2000 i budzi się 1000 lat później, w ostatnim dniu 2999 roku. Tam poznaje jednooką mutantkę, panią oficer do spraw kariery nazwiskiem Turanga Leela, oraz palącego namiętnie cygara i napędzanego gorzałką robota-kleptomana Bendera. Wszyscy zostają zatrudnieni przez profesora Huberta Farnswortha, pra pra... bratanka Frya, jako załoga statku kosmicznego w firmie dostarczającej przesyłki. Wiek Frya to 1025 lat, biologicznie jednak ma on dopiero 25 lat. Philip J. Fry jest ojcem swojego ojca, czyli własnym dziadkiem.

## Wczesne lata
Według informacji z płyty DVD Vol. 1 Futuramy Fry urodził się 9 sierpnia 1974 w Nowym Jorku. Był nazwany na cześć Henry Phillipsa, wynalazcy śrubki „krzyżaka”. Miał starszego brata nazwanego Yancy, z którym zawsze walczył, ponieważ Yancy uważał, że należy mu się wszystko, co Fry posiada. W liceum przebył trzy ataki serca spowodowane wypijaniem stu puszek Coca-Coli tygodniowo. Po wyrzuceniu go z Coney Island College przez trzy lata oglądał telewizję, wierząc, że pomoże mu to pewnego dnia ocalić świat. Potem dostał pracę jako rozwoziciel pizzy w Panucci's Pizza.

## Osobowość i zdolności
Fry jest prostolinijny, uczuciowy, naiwny i niedojrzały, co często przysparza mu kłopotów. Jego najlepszym przyjacielem jest Bender pomimo jego kryminalnych skłonności. Żywi on także silne uczucia co do Leeli, jednakże nigdy nie potrafi ich wyrazić, dlatego właśnie jego miłość zostaje nierozpoznana, nie traci on jednak całkowicie nadziei. Czasem Leela próbuje odwzajemnić jego uczucie, jednak jej wysokie oczekiwania wobec mężczyzn oraz niedojrzałość Frya są przeszkodą nie do przebycia.
W odcinku „The Why of Fry” domowy zwierzak Leeli, Nibbler, ujawnia się jako osoba, która jest odpowiedzialna za kriogeniczny sen Frya. Został on zamrożony z powodu jego wyjątkowej cechy – nie występują u niego fale delta (jest to skutek bycia własnym dziadkiem oraz powód jego głupoty), pozwala mu to na oparcie się telepatycznemu wpływowi wysysających intelekt stworów chcących zawładnąć Wszechświatem. Rodacy Nibblera, Nibblonianie, czczą go okrzykiem „O Boski!”. Przewidzieli oni, że to właśnie Fry ocali świat, ale jego życie odbywało się w niewłaściwym millenium. Dlatego Nibbler został wysłany, aby złożyć fałszywe zamówienie i wepchnąć niczego się niespodziewającego Frya do maszyny kriogenicznej, aby obudził się w roku 3000.
Powracającym motywem jest także zdolność Frya do wyczuwania kolorów promieniowania. W odcinku „Roswell That Ends Well”, wystawiony na działanie promieniowania mikrofalowego, Fry wypowiada kwestię „Co tak niebiesko pachnie?”, w „The Why of Fry”, kiedy jego pamięć zostaje wymazana przez Nibblera, mówi do siebie „Czy przez chwilę wszystko smakowało na fioletowo?”.
Jedyny prawdziwy talent, który Fry naprawdę posiada, to umiejętność do grania w gry wideo. Dzięki tej zdolności jest także bardzo dobrym strzelcem, często służącym jako strzelniczy Planet Express. W odcinku Godfellas pokazany jest, kiedy używa ekranu gry zręcznościowej jako urządzenia namierzającego.
Pod prysznicem często śpiewa utwór „Walking on the Sunshine” zespołu Katrina and the Waves.

## Rozwój postaci

### Stworzenie
Imię „Philip” zostało mu nadane przez Matta Groeninga jako hołd oddany zamordowanemu Philowi Hartmanowi, dla którego została stworzona rola Zappa Branningana.
Litera „J” w jego nazwisku nawiązuje do „J” w Bullwinkle J. Moose'a, Rocket J. Squirrela, Bartholomewa J. Simpsona i Homera J. Simpsona jako hołd oddany Jayowi Wardowi, twórcy The Rocky and Bullwinkle Show.